# مرد گرگ‌نما (فیلم ۲۰۱۰)
مرد گرگ‌نما (به انگلیسی: The Wolfman) فیلمی ترسناک به کارگردانی جو جانستون است. فیلم بازسازی یک فیلم قدیمی تر در سال ۱۹۴۱ است.
داستان فیلم دربارهٔ مردی است که در دهه ۱۸۸۰ زندگی می‌کند. این مرد تصادفاً مورد حمله گرگ‌ها قرار می‌گیرد و بعد از گاز یک گرگ خودش هم تبدیل به یک گرگ یا گرگینه می‌شود. بنیسیو دل تورو نقش این مرد را بازی می‌کند. در جلوه‌های بصری حسام بنی اقبال در این فیلم فعالیت داشته‌است. این فیلم در سال ۲۰۱۱ در هشتاد و سومین دوره مراسم اسکار برنده جایزه اسکار بهترین چهره‌آرایی شد.
ابتدا قرار بود مرد گرگ‌نما در سال ۲۰۰۹ اکران شود اما بعد از مدتی رسماً تاریخ اکران فیلم ۱۲ فوریه ۲۰۱۰ اعلام شد.